# Karl Stephan (Verfahrenstechniker)
Karl Stephan (* 11. November 1930 in Saarbrücken) ist ein deutscher Universitätsprofessor für Technische Thermodynamik und Thermische Verfahrenstechnik.

## Leben
Er studierte bis 1956 Allgemeinen Maschinenbau an der TH Karlsruhe, promovierte dort im Jahr 1959 und erhielt nach Habilitation im Jahr 1963 die Venia Legendi für Thermodynamik.
Von 1963 bis 1967 war er Leiter der Abteilung Wärme- und Strömungstechnik der Mannesmann AG Duisburg, 1967 bis 1970 ordentlicher Professor und Institutsdirektor am Institut für Thermodynamik an der Technischen Universität Berlin, 1970 bis 1975 o. Prof. Institut für Thermo- und Fluiddynamik an der Ruhr-Universität Bochum und von 1975 bis 1996 o. Prof. und Direktor des Instituts für Technische Thermodynamik u. Thermische Verfahrenstechnik der Universität Stuttgart. Seit 1996 ist er emeritiert.
Seine Forschungsschwerpunkte sind grundlegende Vorgänge der Energietechnik, insbesondere des Wärme- und Stofftransports von Mehrstoffsystemen sowie thermophysikalische Eigenschaften dieser Systeme, Energieeinsparung durch Wärmetransformation, Wärme- und Stoffübertragung beim Kondensieren und Sieden.
Stephan erhielt Ehrendoktorwürden der Technischen Universität Berlin und der Martin-Luther-Universität Halle-Wittenberg. Er war Gründungsmitglied der Akademie der Wissenschaften zu Berlin bis zu deren Auflösung 1990. Er ist ordentliches Mitglied der Berlin-Brandenburgischen (vormals Preußischen) Akademie der Wissenschaften und Mitglied der Deutschen Akademie der Technikwissenschaften (acatech). Von 1971 bis 1985 war er Mitglied von Senat, Hauptausschuss und Kuratorium der Deutschen Forschungsgemeinschaft.

## Wichtigste Veröffentlichungen
- Rudolf Plank, Fritz Steimle, Karl Stephan: Handbuch der Kältetechnik. Springer, Berlin/Heidelberg 1988, ISBN 3-540-15477-9.
- Karl Stephan: Wärmeübergang beim Kondensieren und Sieden. Springer, Berlin/Heidelberg 1987, ISBN 3-642-83159-1.
- Karl Stephan:  ISBN 978-3-642-83159-1, Springer, 1992, ISBN 3-642-52457-5.
- Karl Stephan, Franz Mayinger: Thermodynamik. Band 1: Einstoffsysteme. 15. Auflage. Springer, Berlin/Heidelberg 1998, ISBN 3-662-13213-3.
- Karl Stephan, Franz Mayinger: Thermodynamik. Band 2: Mehrstoffsysteme. 14. Auflage. Springer, Berlin/Heidelberg 1999, ISBN 3-662-10522-5.
- Hans Dieter Baehr, Karl Stephan: Wärme- und Stoffübertragung. 9. Auflage. Springer, Berlin/Heidelberg 2016, ISBN 978-3-662-49676-3.
- Hans Dieter Baehr, Karl Stephan: Heat and Mass Transfer. 3. Auflage. Springer, Berlin/Heidelberg 2011, ISBN 978-3-642-20021-2.
- Karl Stephan, Helmut Hildwein: Recommended Data of Selected Compounds and Binary Mixtures, Volume IV, Parts 1 + 2. DECHEMA, Frankfurt 1987, ISBN 3-921567-80-7.
- Karl Stephan, Thomas Heckenberger: Thermal Conductivity and Viscosity. Dechema, Frankfurt 1988, ISBN 3-921567-85-8.
- Abraham Tamir, Edan Tamir, Karl Stephan: Heats of Phase Change of Pure Components and Mixtures. Elsevier, Amsterdam 1983, ISBN 0-444-42170-X.

## Auszeichnungen
- 1963: Preis des Deutschen Kältetechnischen Vereins
- 1965: Arnold-Eucken-Preis der Verfahrenstechnischen Gesellschaft (GVC)
- 1990: Hall Thermotank Gold Medal des British Institute of Refrigeration
- 1991: Landesforschungspreis Baden-Württemberg
- 1993: Arnold-Eucken-Medaille der Forschungsgesellschaft Verfahrenstechnik
- 1996: Emil Kirschbaum-Medaille der Deutschen Vereinigung für Chemie- und Verfahrenstechnik (DVCV)